# Melanichneumon leviculops
Melanichneumon leviculops là một loài tò vò trong họ Ichneumonidae.